# Dahlstedtia pinnata
Dahlstedtia es un género monotípico de plantas con flores  perteneciente a la familia Fabaceae. Su única especie Dahlstedtia pinnata, es originaria de Brasil, donde se encuentra en Minas Gerais, Río de Janeiro y São Paulo.

## Taxonomía
Dahlstedtia pinnata fue descrita por (Benth.) Malme y publicado en Arkiv för Botanik utgivet av K. Svenska Vetenskapsakademien 4(9): 4, t. 1. 1905.
Sinonimia
- Camptosema pentaphyllum Taub.
- Camptosema pinnatum Benth. basónimo
- Dahlstedtia pentaphylla (Taub.) Burkart[3]